# Salne, Snovsk
Salne (în ucraineană Сальне) este un sat în comuna Huta-Studenețka din raionul Snovsk, regiunea Cernihiv, Ucraina.

## Demografie
Componența lingvistică a localității Salne
     Ucraineană (97,73%)
     Rusă (2,27%)
Conform recensământului din 2001, majoritatea populației localității Salne era vorbitoare de ucraineană (97,73%), existând în minoritate și vorbitori de rusă (2,27%).